# Franc Zlatko Dreu
Franc Zlatko Dreu, slovenski podjetnik, * ?.
Je častni konzul Slovenije v Luksemburgu.

## Odlikovanja in nagrade
Leta 1999 je prejel častni znak svobode Republike Slovenije z naslednjo utemeljitvijo: »za dejanja v dobro Sloveniji na mednarodnem področju«.